# Mini Aceman
La Mini Aceman (nome in codice J05) è un'automobile prodotta dalla casa automobilistica britannica Mini a partire dal 2024.

## Profilo e descrizione

### Contesto
La Mini Aceman è un crossover SUV di segmento B, prima vettura della casa inglese ad essere esclusivamente elettrica. È il SUV più piccolo del marchio e il suo secondo SUV elettrico dopo la Mini Countryman.
Realizzata sulla base della Mini Cooper elettrica, la Aceman è stata sviluppata e prodotta dalla Spotlight Automotive, una joint venture nata tra la BMW Group e la Great Wall Motor, venendo assemblata nello stabilimento di Zhangjiagang nello Jiangsu in Cina.

## Storia

### Concept
La Mini Aceman è stata presentata inizialmente come concept car il 26 luglio 2022, portando al debutto il nuovo linguaggio stilistico della Mini. La vettura è stata sviluppata per sostituire sia la Mini a 5 porte che la Clubman, posizionandosi sotto la più grande Countryman.
Nell'agosto 2022 alla convention sui videogiochi Gamescom a Colonia in Germania, la Mini ha presentato un'altra concept della Aceman a tema Pokémon racchiuso in una confezione in scala 1:1 in stile modellismo.

### Versione di produzione
La versione di produzione della Mini Aceman è stata presentata alla fine di aprile 2024 al Salone di Pechino. Meccanicamente e motoristicamente simile alla Mini Cooper elettrica dalla quale deriva, è disponibile nelle varianti E e SE. L'Aceman E è alimentata da un singolo motore elettrico che produce 135 kW (184 CV) e abbinata a una batteria da 42,5 kWh. L'Aceman SE ha una potenza di 160 kW (218 CV) e una batteria da 54,2 kWh.
Le sospensioni all'anteriore sono un classico MacPherson, mentre quello posteriori seguono lo schema multilink e sono costituiti da bracci longitudinali multipli con barre antirollio. La vettura è dotata di 6 airbag, controllo di stabilità, assistenza alla frenata e ripartitore elettronico di frenata.